# Владимир Николов (волейболист)
Вижте пояснителната страница за други личности с името Владимир Николов.
Владимир Николов е български волейболист. Той е роден на 3 октомври 1977 г. Висок е 200 см и тежи 95 kg. Играе на поста диагонал. Женен за Мая. Имат 4 деца, Александър,Симеон,които също се занимават с професионален волейбол и Филип и Дария. Започва да тренира на 11 години при Янка Прохорова. Заслужил гражданин на община Горна Малина за бронзов медалист от световното първенство 2006 г. в Япония (решение № 158 от протокол № 10/12.12.2006 г. на Общински съвет Горна Малина).

## Клубна кариера
- Левски Сиконко (1995 – 2002);
- Ердемирспор-Турция(2002 – 2003);
- френския отбор Тур (Тур) (2003 – 2006);
- японския Торе Ероуз (2006 – 2007);
- италианския Итас Диатек (Тренто) (2007)/(2008);
- италианския Бре Банка Ланути (Кунео)(2008) / (2011);
- италианския Копра Морфо (Пиаченца) (2011) / (2012);cvetan
- турския Галатасарай (Истанбул) (2012) / (2013);
- френския АСЮЛ (Лион) (2013)[1].

## Награди
- 5 пъти шампион на България (1997, 1999, 2000, 2001, 2002),
- 2 пъти носител на купата на България – (2000 и 2001),
- шампион на Франция-2004,
- носител на купата на Франция (2005 и 2006),
- носител на Суперкупата на Франция-2005,
- Златен медалист от Шампионска лига-2005.
- Бронзов медалист от Световното първенство в Япония 2006 г.
- Бронзов медалист от Световната купа в Япония 2007 г.
- Шампион на Италия 2008 г. с Тренто
- Бронзов медалист от Европейско първенство в Турция 2009 г.
- носител на купата на CEV – 2010 г.
- Шампион на Италия 2010 с Бре Банка Ланнутти Кунео

В официални състезания регистрира 345 см отскок при забиване и 325 см – при блокада. На Олимпиадата в Китай през 2008 г., заедно с Матей Казийски, е най-резултатният играч за българския отбор. И двамата реализират по 82 точки (25,23% успеваемост). След Игрите в Пекин афишира желанието си за прекратяване на кариерата си в Националния отбор, но е разубеден.
През 2009 година е избран за капитан на националния отбор.
През 2010 година, въпреки седмото място на България в класирането на СП в Италия, Владо Николов е във върхова форма. Той е вторият най-резултатен играч с общо 168 точки, като само испанецът Перез го изпреварва с общо 173. В класацията за нападатели е пети с общо 135 завършени атаки или 53% успеваемост. 18-те аса му отреждат второ място сред най-добрите изпълнители на сервиз.
През същата година е обявен за най-добър диагонал в света.
През 2012 г. заявява, че повече няма да се състезава за националния отбор. През 2014 г. се завръща отново в националния отбор като втори диагонал, а през 2015 започва успешно като титуляр в груповите мачове от световната лига като най-успешния реализатор в отбора.
Обявен за Мъж на годината за 2015 г. на България.
На 8 май 2016 г. се провежда бенефисният му мач „Моята игра“. Хиляди фенове на българския волейбол се събират в арена „Армеец“, за да присъстват на събитието и да покажат подкрепата си към Владо Николов. Със събраните средства от билетите за срещата, той прави дарение на стойност 50 000 лева на Детското онкологично отделение към УМБАЛ „Св. Георги“. В мача взимат участие националният отбор на България, който се изправя срещу отбора на Звездите, в който играе Николов. Въпреки че националите повеждат в началото на играта, тимът на Николов печели с резултат 0:3. След края на мача, пред погледите на феновете, Владо Николов получава бяла лястовица и още куп признания. Той лично предава фланелката със знаменития номер 11, който е носил на гърдите си години наред, на едно от новите попълнения във волейболния национален отбор на България. По този начин невероятният български спортист слага край на кариерата си като волейболист.